# 江尾镇
江尾镇，是中华人民共和国广东省韶关市翁源县下辖的一个乡镇级行政单位。

## 行政区划
江尾镇下辖以下地区：
江尾社区、仙鹤社区、红岭社区、连溪村、江尾村、南塘村、联明村、联光村、长江村、白莲村、联益村、新生村、葸岭村、径群村、径丰村、蓝坑村、鹤仔村、松岗村、松塘村、仙北村、九仙村、仙南村、中村、东鹊村、黄洞村、梅斜村和热水村。

## 中国传统村落
2013年8月，湖心坝村被评为第二批中国传统村落。